# Haraucourt (Ardenes)
Haraucourt és un municipi francès situat al departament de les Ardenes i a la regió del Gran Est. L'any 2007 tenia 772 habitants.

## Demografia

### Població
El 2007 la població de fet de Haraucourt era de 772 persones. Hi havia 332 famílies de les quals 96 eren unipersonals (44 homes vivint sols i 52 dones vivint soles), 112 parelles sense fills, 100 parelles amb fills i 24 famílies monoparentals amb fills.
La població ha evolucionat segons el següent gràfic:
Habitants censats

### Habitatges
El 2007 hi havia 364 habitatges, 335 eren l'habitatge principal de la família, 12 eren segones residències i 17 estaven desocupats. 304 eren cases i 60 eren apartaments. Dels 335 habitatges principals, 205 estaven ocupats pels seus propietaris, 125 estaven llogats i ocupats pels llogaters i 5 estaven cedits a títol gratuït; 2 tenien una cambra, 11 en tenien dues, 45 en tenien tres, 125 en tenien quatre i 152 en tenien cinc o més. 176 habitatges disposaven pel capbaix d'una plaça de pàrquing. A 137 habitatges hi havia un automòbil i a 132 n'hi havia dos o més.

### Piràmide de població
La piràmide de població per edats i sexe el 2009 era:
| Homes | Edats   | Dones |
| ----- | ------- | ----- |
| 0     | 95 o +  | 0     |
| 0     | 90 a 94 | 4     |
| 4     | 85 a 89 | 8     |
| 4     | 80 a 84 | 4     |
| 12    | 75 a 79 | 28    |
| 8     | 70 a 74 | 20    |
| 20    | 65 a 69 | 20    |
| 20    | 60 a 64 | 20    |
| 16    | 55 a 59 | 8     |
| 40    | 50 a 54 | 36    |
| 40    | 45 a 49 | 36    |
| 16    | 40 a 44 | 28    |
| 24    | 35 a 39 | 28    |
| 24    | 30 a 34 | 24    |
| 28    | 25 a 29 | 32    |
| 44    | 20 a 24 | 16    |
| 12    | 15 a 19 | 44    |
| 40    | 10 a 14 | 12    |
| 20    | 5 a 9   | 16    |
| 28    | 0 a 4   | 12    |

## Economia
El 2007 la població en edat de treballar era de 502 persones, 336 eren actives i 166 eren inactives. De les 336 persones actives 308 estaven ocupades (177 homes i 131 dones) i 28 estaven aturades (11 homes i 17 dones). De les 166 persones inactives 44 estaven jubilades, 42 estaven estudiant i 80 estaven classificades com a «altres inactius».

### Ingressos
El 2009 a Haraucourt hi havia 331 unitats fiscals que integraven 777 persones, la mediana anual d'ingressos fiscals per persona era de 15.200,5 €.

### Activitats econòmiques
Dels 20 establiments que hi havia el 2007, 1 era d'una empresa alimentària, 1 d'una empresa de fabricació de material elèctric, 5 d'empreses de fabricació d'altres productes industrials, 1 d'una empresa de construcció, 4 d'empreses de comerç i reparació d'automòbils, 1 d'una empresa de transport, 1 d'una empresa d'hostatgeria i restauració, 1 d'una empresa financera, 1 d'una empresa immobiliària, 2 d'entitats de l'administració pública i 2 d'empreses classificades com a «altres activitats de serveis».
Dels 3 establiments de servei als particulars que hi havia el 2009, 1 era una oficina de correu, 1 perruqueria i 1 saló de bellesa.
Dels 4 establiments comercials que hi havia el 2009, 1 era un supermercat, 2 botiges de menys de 120 m² i 1 una botiga de menys de 120 m².
L'any 2000 a Haraucourt hi havia 9 explotacions agrícoles que ocupaven un total de 815 hectàrees.

## Equipaments sanitaris i escolars
El 2009 hi havia una escola elemental.

## Poblacions més properes
El següent diagrama mostra les poblacions més properes.